# John Biernacki
John Thomson Biernacki (ur. 21 września 1865, zm. 11 października 1918) – brytyjski lekarz.
Urodził się w Indiach, jako drugi syn Andrew Thomsona Biernackiego i Elizabeth Brewster. Studiował na Glasgow Academy i Glasgow University, tytuł doktora medycyny otrzymał w 1898 w College of Physicians and Surgeons w Edynburgu. Od 1895 był superintendentem szpitala w Plaistow, kierował także sanatorium dla chorych na ospę i gruźlicę w Dagenham podczas epidemii w latach 1902-1904. Był jednym z założycieli Fever Nurses' Association. Zajmował się chorobami zakaźnymi, przede wszystkim błonicą. Popularyzował intubację w przypadkach ciężkiej błonicy.
Pochowany jest na cmentarzu w Ilford.

## Wybrane prace
- The general management and special treatment of the commoner fevers. Med. Times & Hosp. Gaz. (1897)
- Secondary microbic invasion occurring in the course of the common fevers. University of Glasgow, 1898
- Biernacki, Jones. The treatment of small-pox by salol. Brit. M. J. (1900)
- A case of diphtheria of the skin. (1908)
- A common mode of deferred death after tracheotomy for laryngeal diphtheria; the related treatment. Lancet (1914)
- Evolutionary etiological factors in disease. Lancet (1915)